# Kees Witteveen
Kees Witteveen (ur. 14 lutego 1871 w Leeuwarden – zm. w 1927 w Amsterdamie) – holenderski kolarz torowy i szosowy, srebrny medalista torowych mistrzostw świata.

## Kariera
Największy sukces w karierze Kees Witteveen osiągał w 1895 roku, kiedy zdobył srebrny medal w wyścigu ze startu zatrzymanego amatorów podczas torowych mistrzostw świata w Kolonii. W zawodach tych wyprzedził go jedynie jego rodak Mathieu Cordang, a trzecie miejsce zajął Norweg Wilhelm Henie. Był to jednak jedyny medal wywalczony przez Holendra na międzynarodowej imprezie tej rangi. Startował również w wyścigach szosowych, zajmując między innymi drugie miejsca w wyścigach: Maastricht - Nijmegen - Maastricht, Rotterdam - Utrecht - Rotterdam, Amsterdam - Arnhem - Amsterdam i Leiden - Utrecht - Leiden w 1894 roku. Ponadto zdobył sześć medali szosowych mistrzostw Holandii, choć nigdy nie zwyciężył. Nigdy również nie wystąpił na igrzyskach olimpijskich.